# Marey
Marey é uma comuna francesa na região administrativa de Grande Leste, no departamento de Vosges. Estende-se por uma área de 7,9 km². Em 2010 a comuna tinha 65 habitantes (densidade: 8,2 hab./km²).